# Liste der Naturschutzgebiete in der Stadt Jena
In der Thüringer Stadt Jena gibt es sieben Naturschutzgebiete.
| Name des Gebietes                           | Bild           | Kennung | WDPA   | Landkreis / Stadt          | Beschreibung / Bemerkungen | Standort | Fläche in Hektar | Datum der Verordnung |
| ------------------------------------------- | -------------- | ------- | ------ | -------------------------- | -------------------------- | -------- | ---------------- | -------------------- |
| Hufeisen-Jenzig                             | weitere Bilder | 149     | 14497  | Saale-Holzland-Kreis, Jena |                            | Position | 623,4            | 1961                 |
| Isserstedter Holz                           |                | 148     | 163932 | Jena                       |                            | Position | 118,4            | 1961                 |
| Jenaer Forst                                |                | 452     | 389609 | Saale-Holzland-Kreis, Jena |                            | Position | 541,1            | 2008                 |
| Kernberge und Wöllmisse bei Jena            | weitere Bilder | 451     | 329484 | Saale-Holzland-Kreis, Jena |                            | Position | 2074,8           | 2004                 |
| Leutratal und Cospoth                       | weitere Bilder | 150     | 14498  | Saale-Holzland-Kreis, Jena |                            | Position | 582,9            | 1961                 |
| Spitzenberg-Schießplatz Rothenstein-Borntal | weitere Bilder | 371     | 319128 | Saale-Holzland-Kreis, Jena |                            | Position | 544,2            | 1961                 |
| Windknollen                                 | weitere Bilder | 372     | 166324 | Jena                       |                            | Position | 185,1            | 1997                 |